# Torpeddepartementet
Torpeddepartementet (även Torpedverkstaden) är en byggnad vid Slupskjulsvägen 30 på Östra Brobänken på Skeppsholmen i Stockholm.

## Historia
Byggnaden uppfördes 1879–1880 på platsen för den gamla Tyggården, bredvid Mindepartementet, på Skeppsholmen som förråd till flottans varv i Stockholm efter ritningar av civilingenjören Albin Ferdinand Medberg. Den innehöll fyra vattentäta källare, ett hemligt rum som omfattade en hel våning och ett magasin för 200 torpeder. År 1895 inrättades två kabelkällare. Torpeddepartementet flyttade in vid sekelskiftet och en låg tillbyggnad tillkom 1940 åt söder med tvätt- och omklädningsrum.

## Ny verksamhet
Efter nedläggningen av Stockholms örlogsvarv 1969, övertog Sjöfartsverket verkstäderna och från 1980-talet har byggnaden använts av olika kulturverksamheter, idag av Moderna dansteatern och Teater Galeasen. Karaktären av verkstad har bevarats. En av verkstäderna är restaurang.

## Övrigt
För att påminna om byggnadens historia har ägaren, Statens fastighetsverk, deponerat tre torpeder från 1940-talet på gården framför byggnaden. Närmast kajen ligger en Torped 25:5 (53 centimeter) avsedd att bestycka motortorpedbåtar. Den har mekanisk styrning och drivs av en 9-cylindrisk ventilångmaskin. Vikten är 1 600 kilogram och längden är 7 meter.
Intill ligger en Torped 25:6 (53 centimeter) som var avsedd för ubåtar, speciellt för ubåten Vargen. Vikten är 1 600 kilogram och längden är 7 meter. Den tredje torpeden är mindre, 2,6 meter lång och kallas Torped 422 (40 centimeter). Den hade batteridrift och användes bland annat på ubåtar för självförsvar.

## Bilder

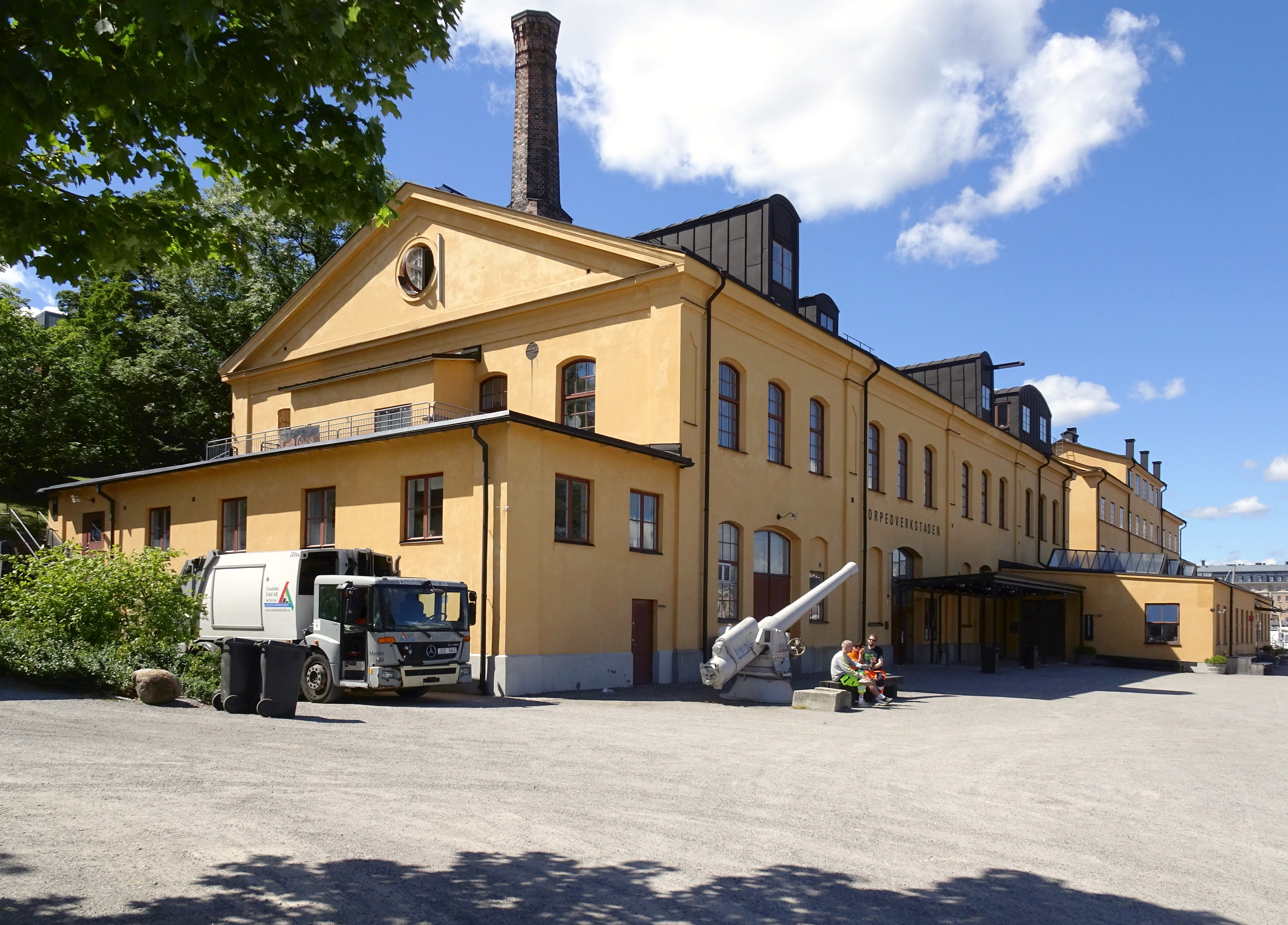
Torpedverkstaden
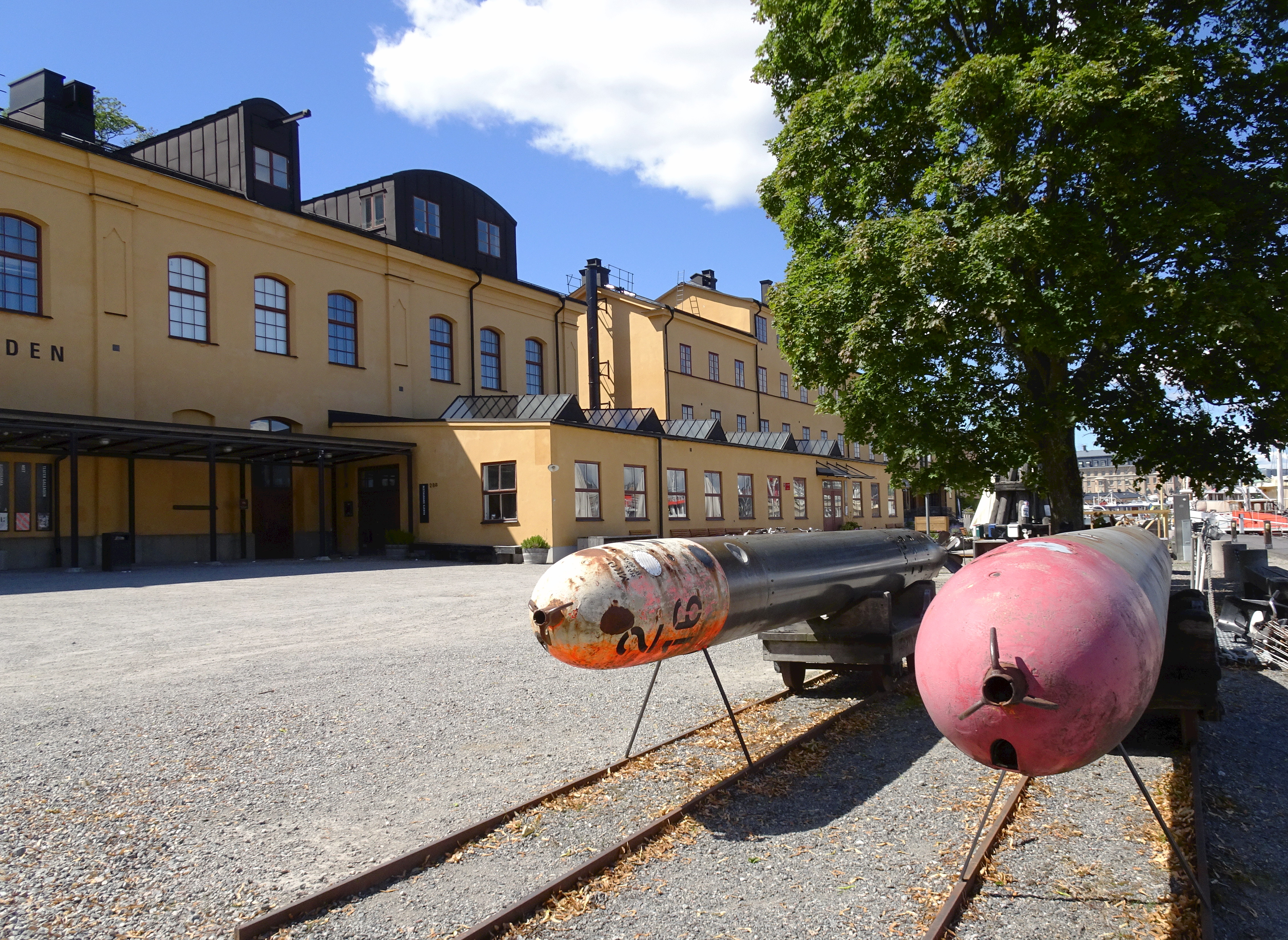
Torped 25:5 och 25:6
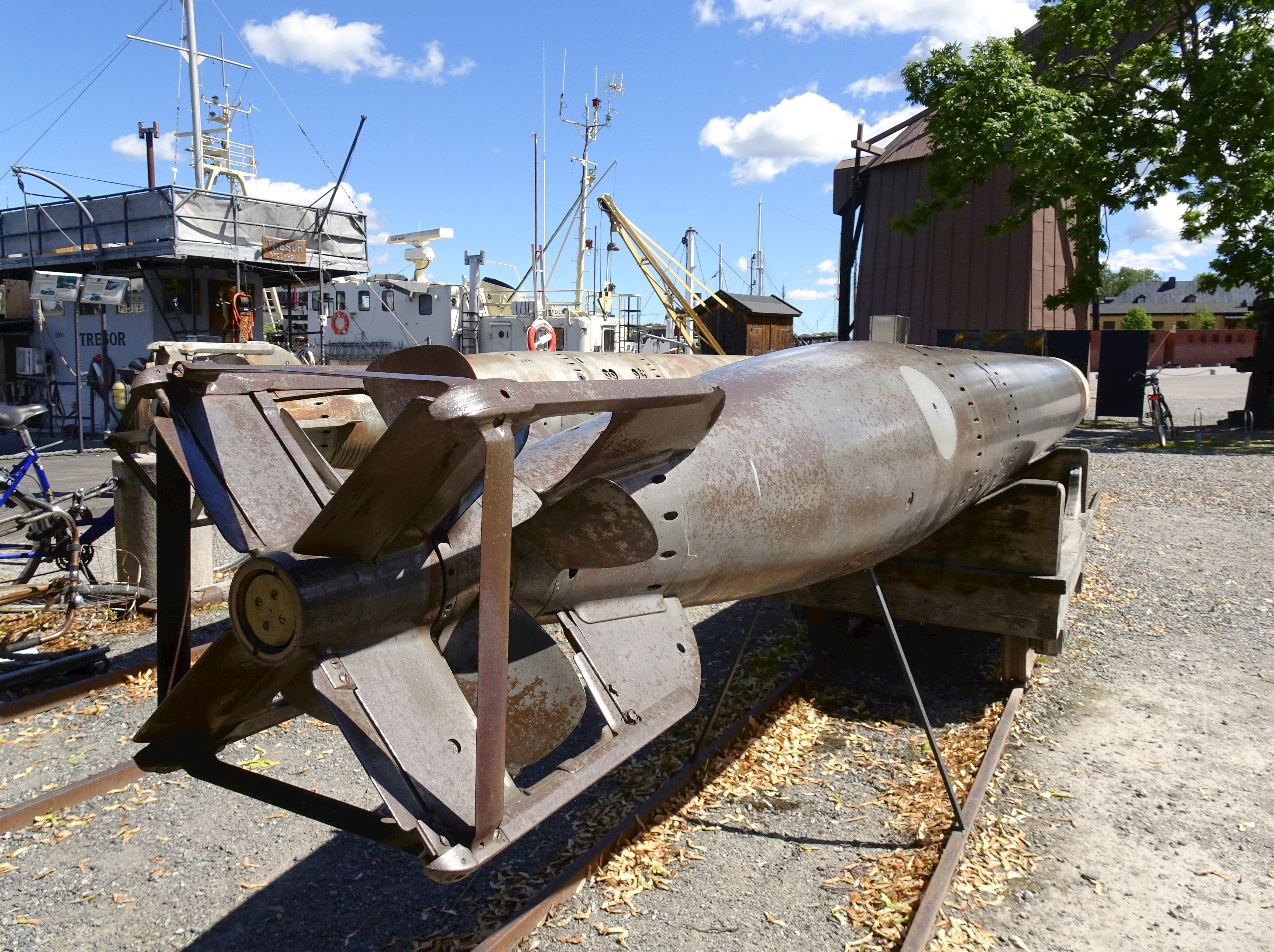
Torped 25:6
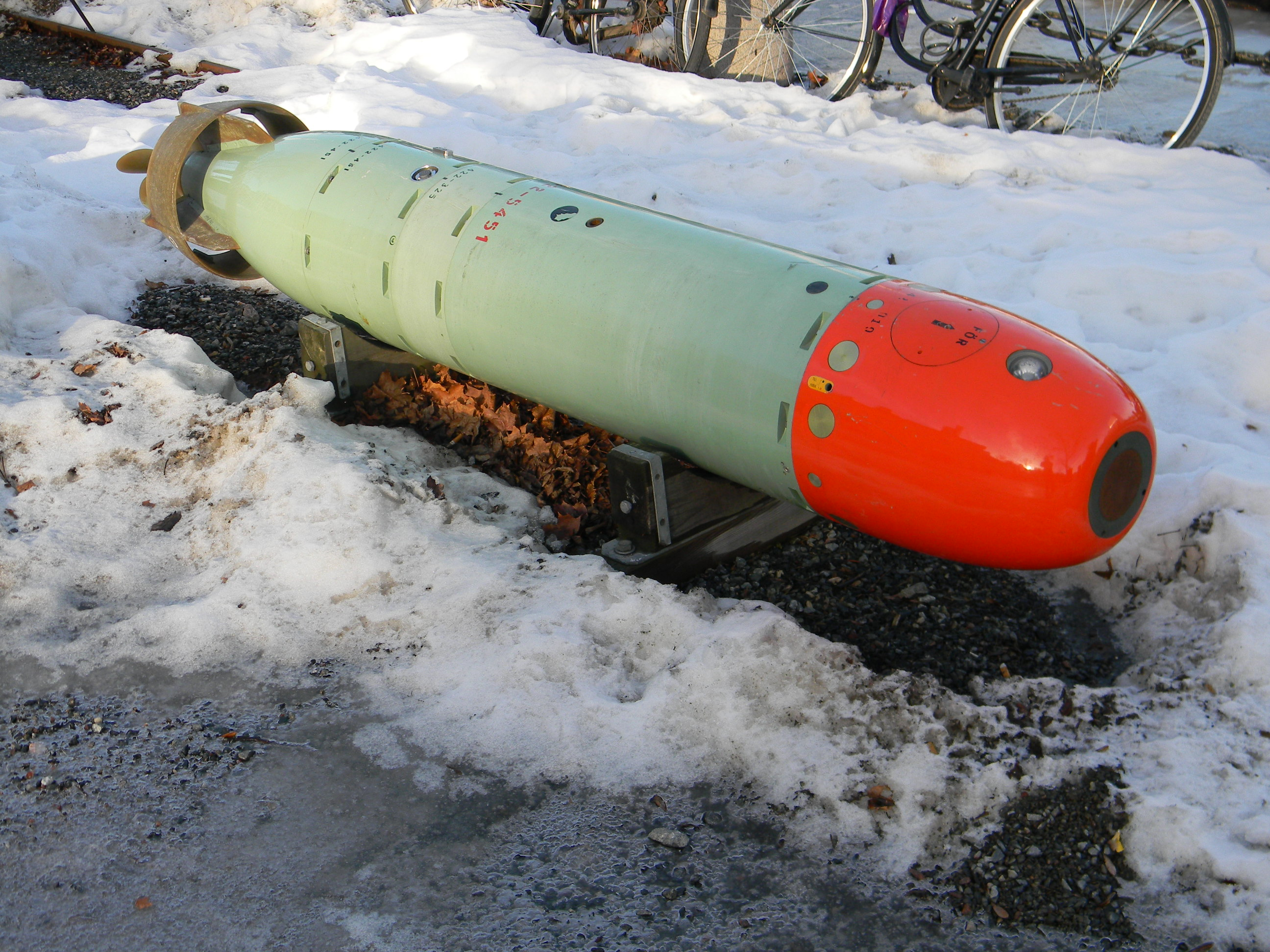
Torped 422
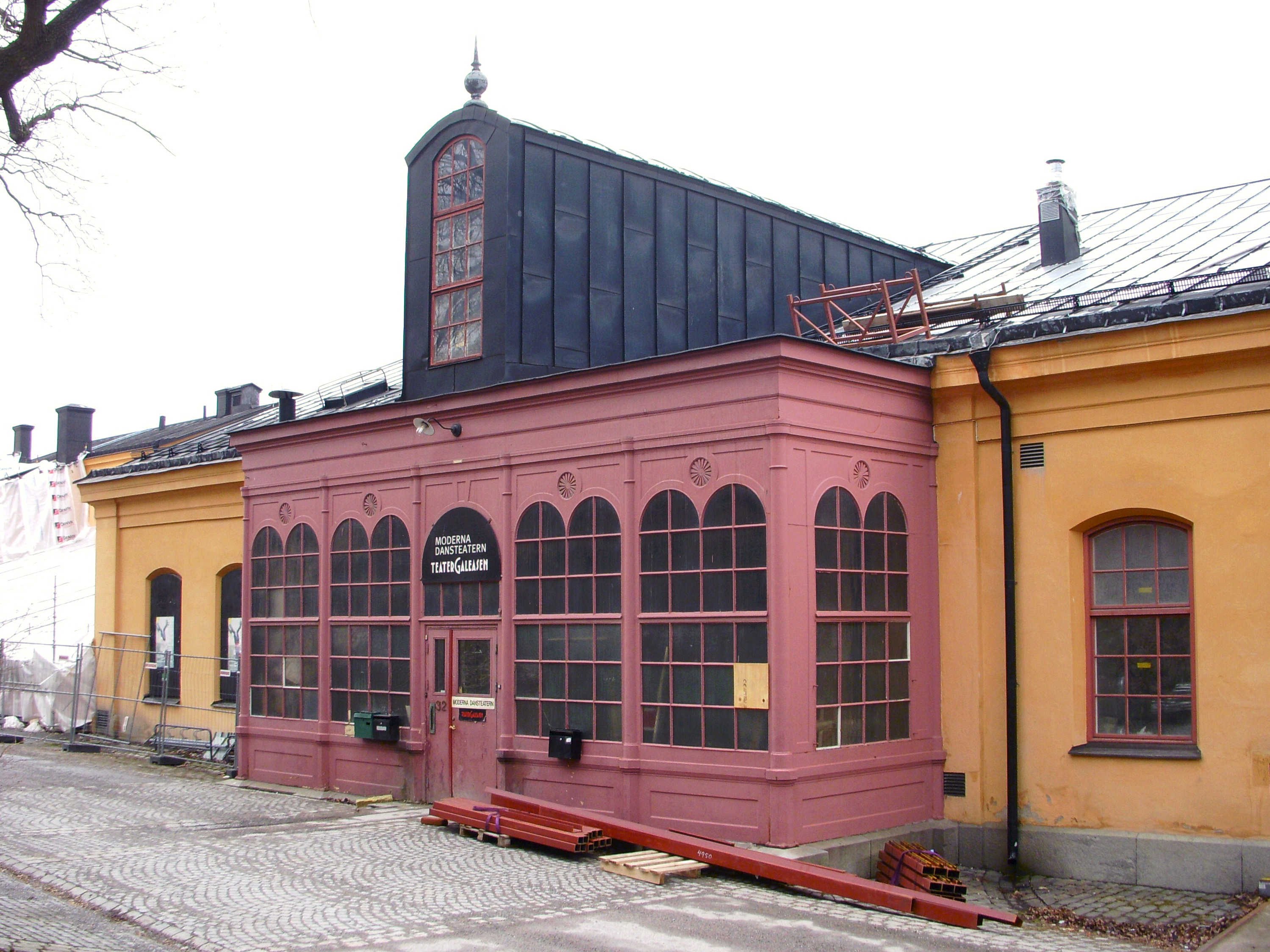
Entré till Teater Galeasen